# تیم ملی فوتبال زنان کامرون
تیم ملی فوتبال زنان کامرون نمایندهٔ این کشور در ردهٔ ملی است که توسط فدراسیون فوتبال کامرون اداره می‌شود. این تیم در سال‌های ۱۹۹۱، ۲۰۰۴ و ۲۰۱۴ در جام ملت‌های زنان آفریقا به مقام دوم دست یافت و در بازی‌های المپیک ۲۰۱۲ شرکت داشت. این تیم برای نخستین بار در سال ۲۰۱۵ در جام جهانی فوتبال زنان حضور داشت.